# Un jour, le Nil
Pour plus de détails, voir Fiche technique et Distribution.
Un jour, le Nil (النيل والحياة, An-Nil oual hayat) est un film égypto-soviétique réalisé par Youssef Chahine, sorti en 1968.
Sorti puis censuré en 1968 en Égypte comme en Union soviétique, Un jour, le Nil (النيل والحياة, An-Nil oual hayat) est ressorti en 1972 sous le nom de Ces gens du Nil (الناس والنيل, An-nass ouel Nil), un film que Chahine renie aujourd'hui.

## Synopsis
Situé lors de la dérivation du courant du Nil en 1964 lors de la construction du barrage d'Assouan. Le premier plan du film montre Yehia sortant d'un bordel.  Plus tard, on comprendra que Yehia n'est pas un vrai travailleur mais un écrivain engagé, fatigué par des années d'activisme. A cause de ce passé et de cette fatigue, la jeune fille de bonne famille dont il tombe amoureux, et qui l'aime, le quitte finalement. Parce qu'elle ne veut pas d'un homme épuisé. Mais Yehia se concentre sur la couverture des secrets de l'énorme projet. Et le reste des personnalités commence à se remémorer le passé, à travers l'histoire d'un honnête médecin qui rejoint le barrage pour servir son personnel, Nadia qui refuse de déménager à Assouan avec son mari Amin et l'ingénieur russe Alex dont la femme ne supporte pas la vie en Egypte.

## Fiche technique
- Titre français : Un jour, le Nil (An-Nil oual hayat)[2]
- Titre original : الناس والنيل
- Réalisation : Youssef Chahine
- Scénario : Youssef Chahine et Abdel Rahman Chawki
- Musique : Aram Khatchatourian
- Production : Cairo Film (Égypte) et Mosfilm (U.R.S.S)
- Sociétés de production : Cairo Film (Égypte) et Mosfilm (U.R.S.S)
- Sociétés de distribution : Egyptien Film Distribution
- Pays d'origine :  Égypte et  Union soviétique
- Langues originales : arabe
- Format: Couleurs - Mono - 35 mm
- Genre: Dramatique
- Durée: 105 minutes
- Date de sortie: 
  - Égypte : 1968
  - France : 1972[3] ; 9 juin 1999[4]

## Distribution
- Salah Zulfikar : Yehia
- Madiha Salem : Nadia
- Emad Hamdi : Mahmoud
- Mahmoud El-Meliguy
- Igor Vladimirov
- Vladimir Ivashov
- Tawfik El Deken
- Saif Abdel Rahman
- Fatma Emara
- Valentina